# Tales of the Grotesque and Arabesque
Tales of the Grotesque and Arabesque (Contes grotescs i arabescs) és una col·lecció de contes d'Edgar Allan Poe editada al 1840. Els contes recollits en aquesta col·lecció ja s'havien publicat abans en distints periòdics.

## Publicació
Fou publicat per Filadèlfia Lea & Blanchard, i llançat en dos volums. L'editor estava disposat a imprimir l'antologia pel recent èxit del conte de Poe La caiguda de la casa Usher. Així i tot, Lea & Blanchard no li pagaria en diners; només li donaren 20 còpies gratis com a pagament. Poe havia intentat que Washington Irving li donara suport, i li escrigué dient: «Si se'm permetés afegir encara que sigui una paraula o dues de la seua part... la meua fortuna estaria feta.»
En el prefaci, Poe escrigué una, hui dia famosa, frase en què es defensava a si mateix de la crítica que clamava que els seus contes formaven part de l'"alemanyisme". Escrigué: «Si en alguna de les meues produccions la por ha estat la tesi, mantinc que el terror no és d'Alemanya, sinó de l'ànima.»
Li dedicà la col·lecció al coronel William Drayton, que Poe havia conegut quan estigué assignat a Charleston (Carolina del Sud) i amb qui mantingué correspondència quan Drayton es mudà a Filadèlfia. Drayton era un antic membre del congrés que s'havia convertir en jutge i que podria haver-ne col·laborat a la publicació.

## Reaccions de la crítica
Les crítiques coetànies eren variades. Una crítica anònima en el Boston Notion suggerí que l'obra de Poe corresponia més a lectors del futur; les persones d'aquell temps ho considerarien «per sota del nivell d'escombraries de diaris... salvatge, sense sentit, sense propòsit... sense elevada extravagància o humor fi». D'altra banda, l'Alexander's Weekly Messenger remarcà que les històries eren la «juganera efusió d'un poderós i notable intel·lecte.» Així mateix, el New York Mirror afalagà la capacitat intel·lectual de l'autor, les seues vívides descripcions i la seua opulenta imaginació. Malgrat aquestes crítiques positives, l'edició no es vengué massa bé. Quan Poe en demanà un segon llançament el 1841 que inclouria vuit contes més, l'editor en declinà l'oferta.

## "Grotesc" i "arabesc"
Quan s'anuncià la publicació en el Burton's Gentleman's Magazine, la seua descripció d'una línia deia que el títol «indicava molt bé el caràcter [de les històries].» Hi ha hagut un cert debat sobre el significat dels termes "grotesc" i "arabesc". Poe devia veure els termes usats en l'assaig de Walter Scott Del sobrenatural en la composició fictícia. Tots dos es refereixen a un tipus d'art islàmic utilitzat per a decorar parets, sobretot a les mesquites, i se'l coneix per la seua naturalesa complexa. En aquest sentit el diccionari francés Le Furetière, del s. XVII, indica que es diu grotescs, moriscs i arabescs les pintures i ornaments on no hi ha figures humanes. Poe havia usat el terme "arabesc" correctament en el seu assaig La filosofia dels mobles.
Podria haver usat aquests termes com a subdivisions de l'art gòtic o l'arquitectura gòtica en un intent d'establir subdivisions semblants en la novel·la gòtica. Per exemple, les històries "grotesques" eren aquelles en què el personatge es tornava una caricatura o una sàtira, com en L'home que es gastà. Les "arabesques" se centraven més en un sol aspecte del personatge, sovint en el psicològic, com en La caiguda de la casa Usher. Així i tot, és difícil definir amb precisió les intencions de Poe respecte als termes, i és fins i tot més difícil subdividir els seus contes en una categoria o una altra.

## Contingut
- Vol. I

- Morella
- Els lleons
- William Wilson
- L'home que es gastà
- La caiguda de la Casa Usher
- El duc de L'Omelette
- Manuscrit trobat en una ampolla
- Bon-Bon
- Ombra - Paràbola
- El diable al campanar
- Ligeia
- El rei Pesta
- Sra. Zenobia (després conegut com Com escriure un article a la manera del Blackwood
- The Scythe of Time (després conegut com Una dissort)

- Vol. II

- Epimanes (després conegut com Quatre bèsties en una)
- Siope (després conegut com Silenci, rondalla)
- La incomparable aventura d'un tal Hans Pfaall
- Conte de Jerusalem
- Von Jung (després conegut com Mixtificació
- L'alé perdut
- Metzengerstein
- Berenice
- Per què el petit francés duu la mà en cabestrell
- The Visionary (després conegut com La cita
- La conversa d'Eiros i Charmion
- Apèndix (per ser afegit a la història d'Hans Pfaall)